# O Viciado em C...
O Viciado em C... é um filme de comédia pornográfica brasileiro de 1984, dirigido e produzido por David Cardoso.

## Sinopse
O filme conta a história de um garoto criado em uma fazenda, que mantém relação sexual com todos os animais da região. Quando atinge a maturidade ele se muda para São Paulo, mas não consegue se adaptar aos costumes da cidade e nem em satisfazer seu curioso desejo sexual.

## Elenco
Elenco de O Viciado em C...
- Sílvio Júnior
- Charlotte
- David Cardoso Junior
- Osvaldo Cirilo
- Eliana Gabarron
- Walter Gabarron
- Ilsa Mangili
- David Cardoso
- Tarzan Brasileiro
- Mário Abbade

## Produção e lançamento
O filme foi produzido no ano de 1984 em São Paulo pela Dacar e distribuído pela Ouro Filmes e pela União Cinematográfica Brasileira (UCB). Foi exibido no Rio de Janeiro em 17 de fevereiro de 1985 nos cinemas Rex e Beija-Flor, e em São Paulo três dias depois no Cine Marabá. Carlos M. Motta escreveu sobre o filme, ao Estado de S. Paulo:
| “ | Comédia "explícita" que, ao que se soube, anda fazendo rir muito a plateia do Marabá [...] envolve zoofilia e outros ingredientes e termina com uma mensagem homoerótica "subliminar" nada surpreendente num país que se diz machista, mas onde o mais novo símbolo sexual feminino tem pomo-de-adão. | ” |

Crianças-atores foram utilizadas em cenas simuladas de sexo, o que resultou num processo ao produtor. Uma sequência foi lançada em 26 de setembro do mesmo ano: Novas Sacanagens do Viciado em C...